# Барбакадзе, Григорий Георгиевич
Григорий Георгиевич Барбакадзе (1922, село Борити, Кутаисский уезд, ССР Грузия — неизвестно, село Борити, Орджоникидзевский район, Грузинская ССР) — звеньевой колхоза имени Сталина Боритского сельсовета Орджоникидзевского района, Грузинская ССР. Герой Социалистического Труда (1950).

## Биография
Родился в 1922 году в крестьянской семье в селе Борити Кутаисского уезда. После окончания местной сельской школы трудился в сельском хозяйстве до призыва в июне 1941 года в Красную Армию по мобилизации. Участвовал в Великой Отечественной войне. Воевал в составе в 408-й стрелковой дивизии. После демобилизации возвратился в родное село, где трудился звеньевым виноградарей в колхозе имени Сталина Орджоникидзевского района.
В 1949 году звено под его руководством собрало в среднем с каждого гектара по 77 центнеров винограда шампанских вин с участка площадью 4,6 гектара. Указом Президиума Верховного Совета СССР от 5 сентября 1950 года удостоен звания Героя Социалистического Труда за «получение высоких урожаев винограда в 1949 году» с вручением ордена Ленина и золотой медали «Серп и Молот» (№ 5665).
После выхода на пенсию проживал в родном селе Борити. Дата смерти не установлена (после марта 1985 года).
Награды
- Герой Социалистического Труда
- Орден Ленина
- Орден Отечественной войны 2 степени (11.03.1985)